# Lispocephala whittlei
Lispocephala whittlei är en tvåvingeart som beskrevs av Hardy 1981. Lispocephala whittlei ingår i släktet Lispocephala och familjen husflugor. Inga underarter finns listade i Catalogue of Life.